# Irimbo
Irimbo är en ort i Mexiko.   Den ligger i kommunen Irimbo och delstaten Michoacán de Ocampo, i den södra delen av landet, 140 km väster om huvudstaden Mexico City. Irimbo ligger 2 193 meter över havet och antalet invånare är 2 927.
Terrängen runt Irimbo är huvudsakligen kuperad, men åt nordost är den platt. Runt Irimbo är det ganska tätbefolkat, med 93 invånare per kvadratkilometer. Närmaste större samhälle är Ciudad Hidalgo, 8,3 km väster om Irimbo. I omgivningarna runt Irimbo växer huvudsakligen savannskog.